# Ototyphlonemertes duplex
Ototyphlonemertes duplex är en djurart som tillhör fylumet slemmaskar, och som beskrevs av Heinrich Bürger 1895. Ototyphlonemertes duplex ingår i släktet Ototyphlonemertes och familjen Ototyphlonemertidae. Inga underarter finns listade i Catalogue of Life.